# 1 E-16 m et moins
Pour aider à comparer les ordres de grandeur des différentes longueurs, voici une liste de longueurs inférieures à 1 femtomètre.
- ~ 1,6×10-35 m : longueur de Planck, la distance parcourue par la lumière dans un laps de temps égal au temps de Planck
- ~ 10-18 m (1 attomètre) : taille d'un quark
- ~ 10-18 m : sensibilité du détecteur LIGO pour observer des ondes gravitationnelles